# Anamixis vanga
Anamixis vanga är en kräftdjursart som beskrevs av Thomas 1997. Anamixis vanga ingår i släktet Anamixis och familjen Leucothoidae. Inga underarter finns listade i Catalogue of Life.